# تيرابايت
التيرابايت TB كلمة تتكون من مقطعين تيرا وتعني ترليون 1000000000000 (12 صفر) وبايت، التيرابايت هي وحدة قياس لسعة التخزين في الكمبيوتر.
سعة التيرابايت:
- علمياً يساوي 1012 يساوي 1,000,000,000,000 بايت (1000 غيغا بايت)
- ثنائياً يساوي 240 يساوي 1,099,511,627,776 بايت (1024 غيغا بايت).[3]

## طالع كذلك
| - بت. - بايت. - كيلوبايت. | - ميغابايت. - جيغابايت. - بيتابايت. | - إكسابايت. - زيتابايت. - يوتابايت. |